# Папикян, Давид Арсенович
Дави́д Арсе́нович Папикя́н (арм. Դավիթ Արսենի Պապիկյան; 8 июля 2001 года, Ставрополь, Россия) — российский и армянский футболист, полузащитник.

## Биография
Сын футбольного тренера Арсена Папикяна. Начинал заниматься футболом в родном Ставрополе. В сезоне 2018/19 находился в заявке клуба ФНЛ «Армавир», которым руководил его отец. В 2019 году перешёл в армянский коллектив Премьер-лиги «Урарту». В первое время выступал за второй состав. В чемпионате дебютировал 9 июня 2020 года в победном гостевом матче против «Пюника» (2:1): отыграл первый тайм, после чего был заменён на хорвата Марко Бртана.
В июле 2021 года стал игроком клуба «Кубань Холдинг» из станицы Павловской, в составе которого дебютировал 13 сентября, выйдя на замену в матче первенства. В 2023 году, с июня, играл за пермский «Амкар».
В январе 2024 года присоединился к «Чайке». В июле того же года на правах аренды перешёл в «Сибирь». В сентябре 2024 г. перешел в любительский клуб «Амкал», несмотря на действующий профессиональный контракт с «Чайкой».